# 晴れ、ときどき殺人
『晴れ、ときどき殺人』（はれ、ときどきさつじん）は、1982年に角川書店から刊行された赤川次郎のミステリー小説。『野性時代』1982年8月号に一挙掲載されたものに加筆・訂正した上で刊行された。
1984年に映画化された。

## 書誌情報
- 『晴れ、ときどき殺人』 1982年、カドカワノベルズ
- 『晴れ、ときどき殺人』 1984年、角川文庫、ISBN 4-04-149715-9
- 『晴れ、ときどき殺人 赤川次郎ベストセレクション(4)』 2007年、角川文庫、ISBN 978-4-04-187991-7

## 映画
1984年に公開。女優・渡辺典子の初主演映画であり、渡辺は歌手として同映画の主題歌も担当した。監督は井筒和幸。同時上映は池田敏春監督の『湯殿山麓呪い村』。

### ストーリー（映画）
大企業の会長・北里浪子はある夜ビル建設予定地に訪れると薄闇の中で一人の人間とすれ違った直後、女性の刺殺遺体を見つけてしまう。後日ある男性を連行した警察から犯人確認を頼まれる浪子だったが、真犯人から「その男が犯人だと証言しろ。さもないと娘の命はない」との脅迫を受ける。留学中の娘・加奈子の直近の隠し撮り写真を目にした浪子は恐怖し、警察署で指示通り偽証すると相手の男性が投身自殺してしまう。
無実の人を死なせた罪悪感で心臓に負担のかかった浪子は、半年後帰国した加奈子に殺人事件と真犯人からの脅迫の話を打ち明ける。しかし「脅迫文の筆跡が去年もらった年賀状のどれかに似ていた…」との言葉を告げた浪子は、直後に起きた発作により亡くなってしまう。悲しみが癒えぬ中加奈子は、手がかりである年賀状を探していると本棚の裏にあった母だけが使っていた隠し部屋を偶然発見する。
一週間後加奈子は自宅に訪れた刑事から数日前に第2の殺人事件が起き、その手配犯・上村裕三が近辺で目撃されたと顔写真を見せられ注意喚起される。続けて刑事は加奈子に、事件の状況から半年前の事件(以下、第1の事件)と第2の事件は同一犯による犯行との見方を伝えてその場を後にする。その直後いつの間にか屋敷内に潜んでいた上村が現れ、犯人を否定する彼の話を信じた加奈子は隠し部屋で彼を匿うことに。数日後母の通夜の日を迎えるが、加奈子が北里邸に集まった身近な人全てを怪しむ中、そこで第3の殺人事件が起きてしまう。

### キャスト
北里加奈子
演 - 渡辺典子
裕福な北里家の一人娘。年は17歳。大学生で冒頭で短期留学していたアメリカから帰国する。目が悪くハードタイプのコンタクトを着用。これまでゴキブリという生き物を直接見たことがなく、作中で初めて見た時はコオロギと間違えている。時々ちょっとしたモノマネやダジャレを言うなど朗らかな性格。ピーナッツバターがお気に入り。
上村裕三（かみむら）
演 - 太川陽介
第2の殺人事件の手配犯とされる若者。大学を中退し現在は無職。九州のとある地方出身。警察に追われて逃げてていたが、ある日北里邸に侵入し加奈子に見つかる。趣味はプロペラ機の模型作りでパソコン操作もそこそこ詳しい。多田と安岡からは「変わり者」と評されている。隠し部屋で身を潜めながら隣室に訪れる人たちの会話を聞いたりパソコンを使って、真犯人を探す加奈子に協力し始める。
菊井和昌
演 - 松任谷正隆
大学病院の外科医。留学前の加奈子に英語の家庭教師をした人物。既に母を亡くしており、通夜当日北里邸に訪れて浪子を亡くして間もない加奈子を慰める。口が堅いこともあり加奈子から信頼されており、隠し部屋で熱を出した上村のことを打ち明けられ診察するよう彼女から頼まれる。愛車は、黒色らしきワーゲン。
菊井和人
演 - 前田武彦
和昌の父。浪子のかかりつけ医で、過去には加奈子の父の最後も看取った。北里家には何度も訪れており加奈子やマリ子とも親しくしている。浪子が亡くなった後北里邸に訪れ、加奈子が最後に交わした浪子との会話を詮索したり悩み事を打ち明けさせようとする。
円谷等志
演 - 神田隆
浪子の会社の社長。新しいプラスティック製品の入れ歯の開発プロジェクトに携わる。正彦が加奈子と結婚してくれることを願い、会長亡き後社長として彼女に立派な後継者になるよう助言する。
円谷正彦
演 - 清水昭博
等志の息子。加奈子に好意を寄せており、勝手にフィアンセを気取っている。遊び人風な性格で日常的に軽そうな言動をしており加奈子と2人きりになると正式にフィアンセになるよう言い寄る。加奈子からは内心“コバンザメ息子”と称されている。
石田マリ子
演 - 美池真理子
北里家の家政婦。20代半ばぐらいで加奈子と年が近いこともありお互いに“かなちゃん”、“マリちゃん”と呼び合う仲。仕事の合間に加奈子と雑談を交わしたり彼女からアメリカ土産の香水を気に入り使い始める。堅い性格の水原を時々からかうことがある。加奈子以外にも正彦、水原とはくだけた口調で親しく会話している。
水原信吾
演 - 伊武雅刀
浪子会長の秘書。北里邸には秘書専用の部屋があり、長年そこで寝起きしている。浪子の葬儀後は彼女の会社の他の部署に戻る予定。これまで浪子のもとで働けたことに感謝し、最後の仕事として彼女の葬儀を取りまとめる。実直な性格だが品のないことが嫌いで、周りの人がはしたない言動をすると苦言を呈する。自室でリスを飼っている。
田代明美
演 - 浅見美那
裕三の高校時代の女友だち。第2の事件の被害者。ホテトル嬢のバイトをしていた。上村によると「バイトを辞めたばかりの明美が連れ戻そうとする従業員から逃げるため、頼まれて匿ったが口論になりしばらく部屋を空けて戻ったら彼女が殺されていた」とのこと。
多田三津男
演 - 小島三児
中年の刑事。北里邸の近辺で目撃された上村について加奈子に注意喚起するため訪れるが、内心彼女が彼を屋敷内に隠しているのではと疑っている。ホコリに弱く点鼻液を常備しており、少しでもホコリがある所ではよくくしゃみをしている。安岡と共に浪子の通夜で起きた第3の事件の捜査に当たる。
安岡比呂志
演 - 九十九一
20代後半ぐらいの刑事。多田の部下で、彼とコンビを組んで聞き込みなどをしている。第1の殺人事件と第2の事件の被害者の頸動脈をナイフで一突きという殺害方法が酷似していることから、同一犯を疑う。刑事にしては少々とぼけた性格で作中では多田とコミカルなやり取りをしている。
岩下公一
演 - 梅津栄
探偵。第3の事件の被害者。浪子の依頼を受けて、真犯人と思われる年賀状の差出人のことを調査する。その後浪子の通夜当日北里邸に結果報告に訪れるが、一人居間で加奈子を待つ間に何者かに刺殺される。
田宮健太郎
演 - 江角英明
浪子の会社の上層部の一人。第1の事件後、現場を立ち去る犯人をうっすらと見た浪子に事情を聞くため、会社に刑事が来たことを伝える。
倉田昭二
演 - 東山茂幸
北里浪子
演 - 浅香光代
北里インターナショナルの会長。56歳。30年前に夫が立ち上げた石鹸製造工場を夫の死後引き継ぎ、業務拡大によりストッキング、プラスティック製品、飛行機の機体などを製造する大企業に育てた。40歳を迎えた頃身近な男性たちにはライター、女性たちにはペンダントを記念品として贈ったことがある。イングリッド・バーグマンのファンで、隠し部屋には彼女の映画ポスターを飾っている。以前から心臓が弱く、第1の事件後日に日に悪化して死期が迫っていることを悟り、加奈子に真犯人からの脅迫の話を打ち明けた直後に亡くなる。
関口雄次
演 - 小鹿番
レストランのボーイ
演 - 鶴田忍
レストランに食事に来た浪子に電話がかかってきたことを伝える。
サングラスの男
演 - 寺田農
謎の男。浪子が真犯人から脅迫電話を受けた後レストランから帰ろうとする彼女の後から地下駐車場に向かい、コートのポケットから金属製の何かを落とし、結果として彼女を怖がらせる。
ベテラン社員
浪子の外出時の運転手役を務める。浪子の夫が工場を立ち上げた頃からの30年来の社員で、彼女と仕事で苦楽を共にしてきた人物。会社のビル建設予定地に訪れ、浪子と創業時の思い出話を語り合う。しかしその直後浪子と2人で女性の刺殺遺体を発見してしまう。

### スタッフ
- 監督 - 井筒和幸
- 脚本 - 丸山昇一
- 音楽 - 宇崎竜童
  - 編曲 - 朝川朋之
  - 指揮 - 熊谷弘
- 撮影 - 浜田毅
- 照明 - 井上幸男
- 録音 - 宮本久幸
- 編集- 冨田功
- 助監督 - 榎戸耕史、伊藤裕彰、加藤晃、冨樫森
- 現像 - 東映化学
- プロデューサー - 黒澤満
- 製作協力 - セントラル・アーツ

### 主題歌
- 渡辺典子『晴れ、ときどき殺人（キル・ミー）』（作詞：阿木燿子、作曲：宇崎竜童、編曲：萩田光雄）